# Pontboset
Pontboset Olaszország Valle d’Aosta régiójának egy községe.

## Jegyzetek

Pontboset község Valle d'Aosta térképén